# Eucera polita
Eucera polita är en biart som beskrevs av Pérez 1895. Eucera polita ingår i släktet långhornsbin, och familjen långtungebin. Inga underarter finns listade i Catalogue of Life.